# Pojken utan ansikte
Pojken utan ansikte är en svensk-norsk-dansk-finländsk dokumentärfilm från 2003 i regi av Folke Rydén. Filmen skildrar Hoa Duc Loc som skadades svårt av en fosforbomb när han var fyra år.